# Танип
Танип (Бързи Танип) (на руски: Танып, Быстрый Танып; на башкирски: Тере Танып) е река в Пермски край и Република Башкортостан на Русия, десен приток на Белая (ляв приток на Кама, ляв приток на Волга). Дължина 345 km. Площ на водосборния басейн 7560 km².

## Извор, течение, устие
Река Танип води началото си от Тулвинското възвишение, на 223 m н.в., на 4 km североизточно от село Деменево, в южната част на Пермски край. В горното си течение тече в южна посока през Пермски край в сравнително дълбока долина, след което навлиза на територията на Република Башкортостан, при село Старое Казанчи завива на югозапад и запазва това направление до устието си, като тече през равнинни райони с множество меандри и бавно течение. Влива се отдясно в река Белая (ляв приток на Кама), при нейния 115 km, на 60 m н.в., при село Стари Буртюк, в северозападната част на Република Башкортостан.

## Водосборен басейн, притоци
Водосборният басейн на Танип обхваща площ от 7560 km², което представлява 5,32% от водосборния басейн на река Белая. На северозапад, север и североизток водозборният басейн на Танип граничи с водосборните басейни на реките Буй (ляв приток на Кама) и Ирен (ляв приток на Силва) и други по-малки леви притоци на Кама, а на югоизток и юг – с водосборния басейн на река Уфа и други по-малки десни притоци на Белая. Основни притоци: леви – Ар (58 km); десни – Юг (64 km), Гарейка (73 km).

## Хидроложки показатели
Танип има смесено подхранване с преобладаване на снежното с ясно изразено пролетно пълноводие в края на април. Среден годишен отток на 20 km от устието 44,5 m³/s.. Заледява се през 1-вата половина на ноември, а се размразява през април.

## Селища
В горното ѝ течение, на територията на Пермски край е разположен град Чернушка, а в средното и долното – предимно малки села на територията на Република Башкортостан.